# Goethe-Preis der Stadt Berlin
Der Goethe-Preis der Stadt Berlin wurde am 15. August 1949 vom Magistrat von Groß-Berlin gestiftet und jährlich zur Feier von Johann Wolfgang von Goethes Geburtstag am 28. August durch den Ost-Berliner Oberbürgermeister auf Vorschlag der „demokratischen Pareien und Organisationen“ für „hervorragende Leistungen auf dem Gebiete der Kunst und Wissenschaft, die von besonderer Bedeutung für die Stadt Berlin sind“ verliehen. Zuletzt geschah dies im Jahr 1989.
Er gliederte sich in drei Klassen: Die 1. war mit 25000, die 2. mit 15000 und die 3. mit 10000 DDR-Mark dotiert.

## Preisträger (unvollständig)

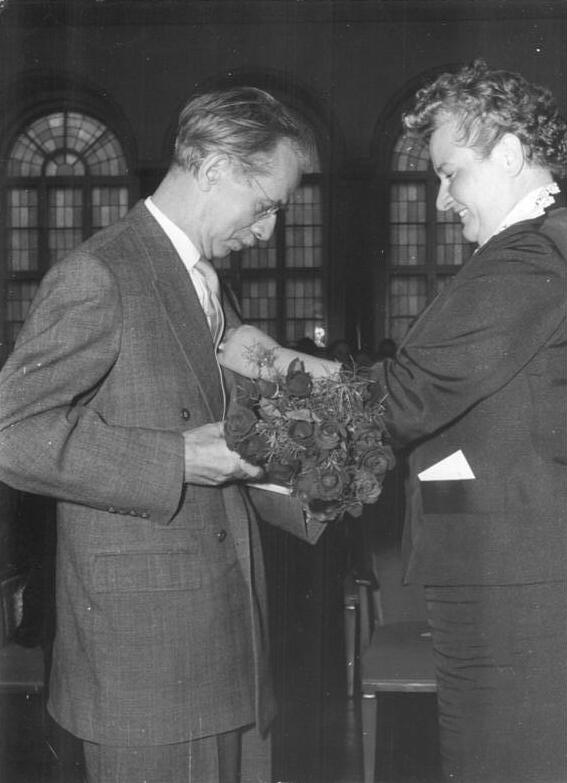
Verleihung des Goethe-Preises 1957 an Otto Nagel

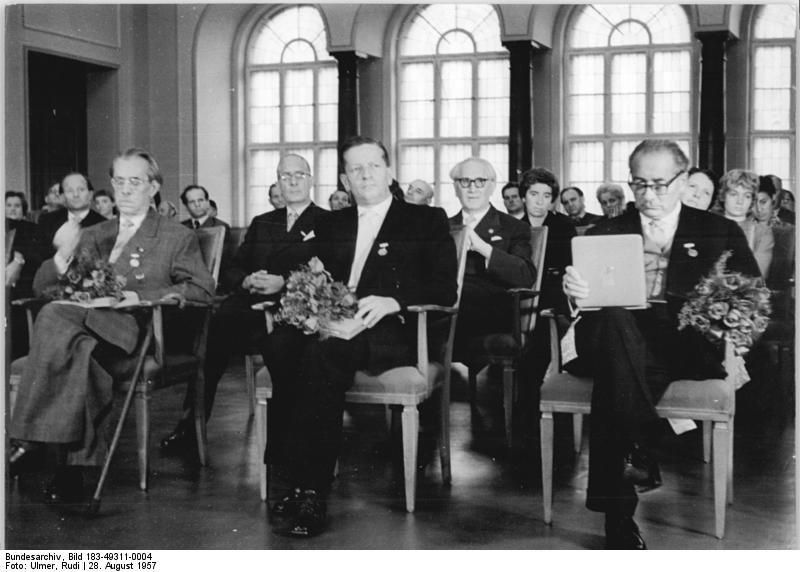
Verleihung des Goethe-Preises 1957 an Otto Nagel, Gerhard Busse und Fritz Wisten

### 1950–1959
1950
- Walter Felsenstein, Regisseur und Intendant
- Charly Hähnel, Maler und Grafiker
- Jan Petersen, Schriftsteller

1951
- Richard Paulick, Architekt
- 2. Preis: als Kollektiv Hermann Seewald, Peter-Paul Weiß (1905–1977), Willi Wolfram und Hans Scheller
- 3. Preis: Diedrich Wattenberg, Astronom und Publizist

1952
- Michael Bohnen, Sänger
- Hermann Henselmann, Architekt
- Paul Wiens, Schriftsteller

1953
- Heinrich Klose, Chirurg und Magistratsmitglied
- Franz Kutschera, Schauspieler und Regisseur
- Leo Spies, Komponist und Dirigent

1954
- Theodor Brugsch, Mediziner
- Hans Pitra, Intendant
- Helene Riechers, Schauspielerin

1955
- Fritz Höft, Chorleiter
- Georg Kuse, Ingenieur
- Eduard von Winterstein, Schauspieler

1956
- Hans Heinrich Franck, Chemiker
- Helmut Kraatz, Mediziner
- Alex Wedding (Grete Weiskopf), Schriftstellerin

1957
- Gerhard Busse, Bauingenieur
- Otto Nagel, Maler
- Fritz Wisten, Schauspieler und Regisseur

1958
- Walter Friedrich, Biophysiker
- Gottfried Herrmann, Regisseur und Intendant

1959
- Karl Linser, Mediziner
- Rudolf Voigt, Werkleiter
- Hedda Zinner, Schriftstellerin

### 1960–1969
1960
- Hans Jancke, Ingenieur
- Gerhard Räker, Dirigent

1961
- Hans Gericke, Architekt
- Frank Glaser, Maler und Grafiker
- Erich Jeske, Ingenieur
- Peter Schweizer, Architekt
- Dorothea Tscheschner, Architektin

1962
- Arno Mohr, Maler und Grafiker
- Ruth Zechlin, Komponistin und Musikpädagogin

1963
- Heinrich Dathe, Zoologe

1964
- Walter Radetz (1926–1986), Schriftsteller
- Maxim Vallentin, Schauspieler, Regisseur und Intendant

1965
- Ilse Rodenberg, Schauspielerin und Intendantin
- Benno Windmüller, Pädagoge

1966
- Willi Narloch, Schauspieler
- Oskar Nerlinger, Maler und Grafiker
- Marianne Wünscher, Schauspielerin

1967
- Albert Hetterle, Intendant
- Hans Kies, Bildhauer

1968
- Emil Rudolf Greulich, Schriftsteller
- Werner Krumbein, Dirigent

1969
- Günther Brendel, Maler und Grafiker
- Eduard Klein, Schriftsteller
- Dietrich Knothe, Dirigent
- Annemarie Lange (1907–1976), Schriftstellerin

### 1970–1979
1970
- Heinz Czechowski, Schriftsteller (im Kollektiv)
- Heinz Kahlau, Schriftsteller (im Kollektiv)

1971
- Erich Schmitt, Karikaturist
- Ernst Schumacher, Germanist und Theaterkritiker

1972
- Fritz Cremer, Bildhauer
- Rainer Kerndl, Schriftsteller
- Heinz Mehlan, Architekt[1]

1973
- Günter Kochan, Komponist
- Heinz Werner, Bibliothekar

1974
- Dieter Gantz, Maler und Grafiker
- Wolfgang Kohlhaase, Schriftsteller

1975
- Helmut Meyer, Schriftsteller
- Alfred Müller, Schauspieler
- Kurt Sanderling, Dirigent

1976
- Wolfgang Heinz, Schauspieler
- Hans Krause, Schriftsteller und Kabarettist

1977
- Wolfram Heicking, Komponist
- Konrad Knebel, Maler
- Winfried Löschburg, Bibliothekar und Schriftsteller
- Rudi Strahl, Schriftsteller
- Walter Womacka, Maler

1978
- Manfred Böttcher, Maler und Grafiker
- Paul Dessau, Komponist und Dirigent
- Renate Holland-Moritz, Schriftstellerin
- Hans-Peter Minetti, Schauspieler

1979
- Theo Adam, Kammersänger
- Helmut Baierl, Schriftsteller
- Günther Brendel, Maler und Grafiker
- Günther Deicke, Schriftsteller
- Miriana Erceg, Regisseurin
- Herwart Grosse, Schauspieler und Regisseur
- Günter Heine, Physiker
- Wieland Herzfelde, Schriftsteller und Verleger
- Klaus Hörold, Konstrukteur
- Ernst Kahler, Schauspieler
- Heinz Knobloch, Schriftsteller und Feuilletonist
- Erika Pelikowsky, Schauspielerin
- Dieter Rumstig, Gitarrist und Musikdramaturg
- Heinz Schonert, Konstrukteur
- Rolf Schubert, Maler und Grafiker
- Helmut Straßburger, Schauspieler und Regisseur
- Michael Tschesno-Hell, Schriftsteller

### 1980–1989
1980
- Ruth Berghaus, Regisseurin
- Elfriede Brüning, Schriftstellerin
- Fritz Duda, Maler und Grafiker
- Peter Edel, Schriftsteller und Maler
- Gerhard Keiderling, Historiker
- Roland Korn, Architekt
- Ilse Maybrid, Kabarettistin
- Zeljko Straka, Dirigent
- Hartwig Strobel, Kameramann und Drehbuchautor
- Gerald Wickert, Konstrukteur

1981
- Theo Balden, Bildhauer
- Robert Hanell, Dirigent
- Ullrich Krabiell, Chemiker
- Alexander Lang, Schauspieler und Regisseur
- Lotte Loebinger, Schauspielerin
- Monika Lubitz, Tänzerin
- Nadeshda Ludwig, Slawistin
- Vera Oelschlegel, Schauspielerin und Intendantin
- Walter Rähse, Ingenieur

1982
- Günter Buhtz, Konstrukteur
- Wolfgang Eilers, Sänger und Schauspieler
- Hermann Hähnel, Sänger
- Monika Lennartz, Schauspielerin
- Ulrich Manicke, Erfinder
- Eberhard Panitz, Schriftsteller
- Friedrich Richter, Schauspieler

1983
- Manfred Frach, Konstrukteur
- Günter Görlich, Schriftsteller
- Martin Puttke, Tänzer und Ballettpädagoge
- Nuria Quevedo, Grafikerin und Malerin

1984
- Achim Beubler, Biotechnologe
- Hanna Donner-Hellmann, Schauspielerin
- Heinrich Drake, Bildhauer
- Gerhard Holtz-Baumert, Schriftsteller
- Harry Lüttger, Maler und Grafiker
- Karl Mundstock, Schriftsteller
- Gisela Walther, Tanzpädagogin
- Joachim Werzlau, Komponist

1985
- Heinz Behling, Karikaturist
- Günter Dörner, Mediziner (im Kollektiv)
- Monika Hetterle, Schauspielerin
- Arno Mohr, Maler und Grafiker
- Jürgen Pansow, Bildhauer
- Rüdiger Sander, Schauspieler
- Jo Schulz, Schriftsteller
- Otto Stark, Kabarettist und Schauspieler

1986
- Jörg Gudzuhn, Schauspieler
- Gisela Karau, Publizistin und Schriftstellerin
- Utz-Jürgen Müller, Gebrauchsgrafiker
- Hans-Ludwig Wollong, Musikpädagoge

1987
- Gerhard Behrendt, Trickfilmer
- Manfred Bofinger, Gebrauchsgrafiker
- Erhard Fischer, Regisseur
- Jochen Hauser, Schriftsteller
- Otto Häuser, Schriftsteller
- Rudolf Hirsch, Publizist und Schriftsteller
- Hermann Kant, Schriftsteller
- Hartmut Kanter, Regisseur und Autor[2]
- Hans-Joachim Kunsch, Metallgestalter
- Jochen Lohse, Regisseur
- Rolf Lukowsky, Komponist
- Karl-Günter Möpert, Bildhauer
- Peter Porsch, Grafikdesigner
- Manfred Prasser, Architekt
- Peter Reusse, Schauspieler
- Günter Schade, Kunsthistoriker

1988
- Thomas Börner, Biotechnologe
- Richard Christ, Schriftsteller
- Rudolf Grüttner, Gebrauchsgrafiker
- Magdaléna Hajossyova, Sängerin
- Hans Pischner, Cembalist und Intendant
- Rosemarie Schuder, Schriftstellerin
- Daniela Dahn, Schriftstellerin

1989
- Detlef-Elken Kruber, Tänzer
- Manfred Roost, Dirigent
- Baldur Schönfelder, Bildhauer
- Ursula Werner, Schauspielerin